# Nicole Haislett
Nicole Lee Haislet (St. Petersburg, 16 december 1972) is een Amerikaans zwemster.

## Biografie
Op de Wereldkampioenschappen zwemmen 1991 won Haislet de titel op de 100m vrije slag en de 4×100 meter vrije slag en 4×100 meter wisselslag.
Haislet won tijdens de Olympische Zomerspelen van 1992 de gouden medaille op de 200m vrije slag. Zij won tijdens deze spelen ook goud op de 4×100 meter vrije slag en 4×100 meter wisselslag op de 4×100 meter wisselslag kwam Haislet alleen in de series in actie.

## Internationale toernooien
| Jaar | Olympische Spelen                                                                                           | Wereldkampioenschappen                                                         | Pan-Pacifische kampioenschappen                                                                                 | Pan-Amerikaanse Spelen |
| ---- | --- | ------------------------------------------------------------------------------ | --- | ---------------------- |
| 1989 | |                                                                                | 100m vrije slag · 4x100m vrije slag                                                                             |                        |
| 1990 | |                                                                                | |                        |
| 1991 | | 100m vrije slag · 4x100m vrije slag · 4x100m wisselslag · DQ 4x200m vrije slag | 100m vrije slag · 200m vrije slag · 200m wisselslag · 4x100m vrije slag · 4x200m vrije slag · 4x100m wisselslag |                        |
| 1992 | 4e 100m vrije slag · 200m vrije slag · 17e 200m wisselslag · 4x100m vrije slag · 4x100m wisselslag (series) |                                                                                | |                        |
| 1993 | |                                                                                | 200m vrije slag · 20e 200m wisselslag · 4x100m vrije slag · 4x200m vrije slag                                   |                        |
| 1994 | | 4x100m vrije slag · 4x100m wisselslag                                          | |                        |

1968: Debbie Meyer ·
1972: Shane Gould ·
1976: Kornelia Ender ·
1980: Barbara Krause ·
1984: Mary Wayte ·
1988: Heike Friedrich ·
1992: Nicole Haislett ·
1996: Claudia Poll ·
2000: Susie O'Neill ·
2004: Camelia Potec ·
2008: Federica Pellegrini ·
2012: Allison Schmitt ·
2016: Katie Ledecky ·
2020: Ariarne Titmus ·
2024: Mollie O'Callaghan
1912: Moore, Fletcher, Speirs, Steer ·
1920: Woodbridge, Schroth, Guest, Bleibtrey ·
1924: Donnelly, Ederle, Lackie, Wehselau ·
1928: Lambert, Osipowich, Saville, Norelius ·
1932: Johns, Saville, McKim, Madison ·
1936: Selbach, Wagner, den Ouden, Mastenbroek ·
1948: Corridon, Kalama, Helser, Curtis ·
1952: I. Novák, Temes, É. Novák, Szőke ·
1956: Fraser, Leech, Morgan, Crapp ·
1960: Spillane, Stobs, Wood, von Saltza ·
1964: Stouder, de Varona, Watson, Ellis ·
1968: Barkman, Gustavson, Pedersen, Henne ·
1972: Babashoff, Barkman, Kemp, Neilson ·
1976: Peyton, Sterkel, Babashoff, Boglioli ·
1980: Krause, Metschuck, Diers, Hülsenbeck ·
1984: Johnson, Steinseifer, Torres, Hogshead ·
1988: Otto, Meißner, Hunger, Stellmach ·
1992: Haislett, Martino, Thompson, Torres ·
1996: Martino, Van Dyken, Fox, Thompson ·
2000: Van Dyken, Shealy, Thompson, Torres ·
2004: Mills, Lenton, Thomas, Henry ·
2008: Dekker, Kromowidjojo, Heemskerk, Veldhuis ·
2012: Coutts, C. Campbell, Elmslie, Schlanger ·
2016: McKeon, Elmslie, B. Campbell, C. Campbell ·
2020: B. Campbell, Harris, McKeon, C. Campbell ·
2024: O'Callaghan, Jack, McKeon, Harris